# Cytherella vulgata
Cytherella vulgata är en kräftdjursart. Cytherella vulgata ingår i släktet Cytherella och familjen Cytherellidae. Inga underarter finns listade i Catalogue of Life.